# Mariaba ampla
Mariaba ampla är en fjärilsart som beskrevs av W. Warren 1899. Mariaba ampla ingår i släktet Mariaba och familjen mätare. Inga underarter finns listade i Catalogue of Life.